# ドリフターズですよ!全員突撃
『ドリフターズですよ!全員突撃』（ドリフターズですよぜんいんとつげき）は、1969年4月27日に東宝系で公開された日本映画。86分。カラー。シネマスコープ。東宝・渡辺プロ作品。

## 概要
『ドリフターズですよ!シリーズ』第5作にして最終作。本作ではドリフ扮するギャング団が、少女ピッピに賭けられた10万ドル（当時3600万円）を目当てにハワイまで行くというもので、ドリフ映画初（そして最後）の海外ロケが行われた。
助演には当時子役の西崎緑、そして女性デュオのじゅん&ネネ、さらに当時ドリフの付き人で、後に志村けんと「マックボンボン」を結成する井山淳など。
本作以後、ドリフは松竹の『全員集合!シリーズ』のみに主演することとなる。

## スタッフ
- 製作：渡辺晋、神谷一夫
- 脚本：佐々木守
- 監督：和田嘉訓
- 撮影：内海正治
- 音楽：山本直純
- 美術：薩本尚武
- 照明：山口虎男
- 録音：吉沢昭一
- スチル：橋山直己
- 協賛：パン・アメリカン航空

## 出演者
- サスケ：いかりや長介（ザ・ドリフターズ）
- オバケ：荒井注（同上）
- フロク：高木ブー（同上）
- ムシバ：仲本工事（同上）
- ゼロ戦：加藤茶（同上）
- 人魚の風子：梓みちよ
- ピッピ：西崎緑
- 波子：千秋じゅん（じゅん&ネネ）
- 光子：梢ネネ（同上）
- 血桜：スマイリー小原
- 山夫：左とん平
- 川男：小松政夫
- 大村剛之助：上田吉二郎
- 秘書：藤あきみ
- 手下の女A：川村真樹
- 手下の女B：牧とし子
- 警官A：広瀬正一
- 警官B：原田力
- 女やくざ：曽我町子
- 漁師：佐山俊二
- ガードマンA：福岡正剛
- ガードマンB：井山淳
- スリ：内田裕也

## 挿入歌
- 「みずいろの世界」（じゅん&ネネ）
サスケ一味を拉致した風子一味のアジトで歌われる。
- 「ミヨちゃん」（ザ・ドリフターズ）
- 「のってる音頭」（ザ・ドリフターズ）
ハワイでサスケ一味が踊って歌う。一部歌詞変更有り。「ミヨちゃん」のB面に収録。
- 「だけど愛してる」（梓みちよ）

## 同時上映
『クレージーの大爆発』
- 脚本：田波靖男／特技監督：中野昭慶／監督：古澤憲吾／主演：ハナ肇とクレージーキャッツ

## ビデオソフト化
- 1980年頃に東宝ビデオからテレビサイズのビデオソフト（VHS・β・U規格）が、主に業務用途向けにリリースされた[1]。
- その後ビデオソフトの再発売は一切無く、2014年現在DVD化・BD化は行われていない。
- 1999年10月にチャンネルNECOで、他の「ドリフターズですよ！」シリーズと共に放送された[2]。
- 2009年4月に日本映画専門チャンネルで、他の「ドリフターズですよ！」シリーズと共に放送された（「特訓特訓また特訓」は未放送）。

## 参考資料
- キネマ旬報